# Synagogenbezirk Petershagen
Der Synagogenbezirk Petershagen mit Sitz in Petershagen, einer Stadt im Kreis Minden-Lübbecke in Nordrhein-Westfalen, war ein Synagogenbezirk, der nach dem Preußischen Judengesetz von 1847 geschaffen wurde. 
Dem Synagogenbezirk gehörten neben der jüdischen Gemeinde Petershagen auch alle jüdischen Einwohner der Orte Bierde, Cammer, Frille, Heimsen, Ovenstädt, Quetzen, Schlüsselburg und Windheim an.